# Комлёнок, Виктор Николаевич
Ви́ктор Никола́евич Комлёнок (рум. Victor Comleonoc; род. 23 февраля 1979, Кишинёв) — молдавский футболист, который играл на позиции полузащитника, выступал за сборную Молдавии.

## Биография
С четырёх лет Комлёнок параллельно с футболом занимался шахматами, имел второй взрослый разряд. Вопреки совету отца, предпочёл футбол.

### Клубная карьера
Комлёнок начал свою карьеру в 1995 году в клубе «Конструкторул». В 2001 году он отправился в «Шериф». Летом 2004 года он переехал на Украину, где защищал цвета «Спартака» из Ивано-Франковска. Зимой 2005 года он вернулся в Молдавию, перейдя в другой тираспольский клуб, «Тилигул-Тирас», а затем — в кишинёвскую «Дачию». В июле 2005 года он снова уехал на Украину, где играл в составе «Оболони». Сезон 2007/08 он провёл в российском СКА (Ростов-на-Дону), а в феврале 2009 года подписал контракт с азербайджанской «Габалой», летом 2009 года он вернулся в «Оболонь». В июне 2010 года он перешёл в казахский «Акжайык».

### Международная карьера
15 августа 2001 года он дебютировал в составе сборной Молдавии в матче против Португалии, его команда проиграла со счётом 3:0. После ещё двух игр Комлёнок не вызывался в сборную на протяжении шести лет. В двух матчах квалификации на Евро-2008 выходил с капитанской повязкой. Свой последний матч за сборную он сыграл 9 сентября 2009 года в рамках квалификации на чемпионат мира 2010, Молдавия сыграла вничью с Грецией 1:1. В общей сложности за Молдавию он сыграл 19 матчей.

### После окончания профессиональной карьеры
После ухода из большого футбола Комлёнок перешёл в пляжный футбол. В составе «Джокера-Торнадо» выиграл национальный чемпионат, а также стал лучшим пляжным футболистом 2013 года. Позже создал свою команду под названием «Анже» и заявил её в чемпионат по пляжному футболу.
Помимо пляжного футбола выступал в низших лигах за «Интерспорт-Арома», «Флорешты» и «Сирець». За последний клуб провёл два матча во втором дивизионе на позиции вратаря: отстоял «на ноль» игру против второй команды «Шерифа», но в следующем матче пропустил девять голов от «Кагул-2005».